# Hu Yaobang
Hu Yaobang (胡耀邦) (Liuyang, 20 novembre 1915 – Pechino, 15 aprile 1989) è stato un politico cinese.

## Biografia

### Un politico riformatore
Nato nella provincia dell'Hunan, Hu Yaobang fu uno dei migliori alleati di Deng Xiaoping quando questi estromise il suo rivale Hua Guofeng dalla scena politica, all'inizio degli anni Ottanta, e mise i suoi fedelissimi ai posti di comando della Repubblica popolare cinese. Nel 1980, Zhao Ziyang rimpiazzò Hua come Primo ministro, mentre Hu, nel 1981, divenne Presidente del Partito Comunista Cinese. Solo un anno dopo, abolì tale posizione reinstituendo la carica di Segretario generale, ricoprendola per primo. Hu era uno dei più importanti collaboratori di Deng che deteneva il vero potere preferendo però lasciare le cariche più importanti a Zhao Ziyang nello Stato e Hu Yaobang nel Partito.
Hu riabilitò molte delle vittime della Rivoluzione culturale, fra le quali l'ex Presidente della Repubblica popolare cinese, Liu Shaoqi. Inoltre, tentò di implementare l'autonomia del Tibet, ritirando alcuni quadri comunisti cinesi dalla regione. Tuttavia, nel 1987 Deng lo costrinse a rinunciare al suo posto, accusandolo di avere compiuto "errori e inesattezze varie". In questo periodo non gli venne risparmiata nessuna colpa.

### La protesta di Tienanmen
A seguito della morte, dovuta ad un attacco cardiaco, nel 1989, Hu venne ricordato in un elogio funebre come un "grande rivoluzionario proletario" ed i suoi errori vennero sostanzialmente messi in secondo piano. Gli vennero tributati funerali di Stato, probabilmente per il suo ruolo nell'avere aiutato Deng Xiaoping nelle sue riforme di mercato e nella denuncia della Rivoluzione culturale.
Durante la protesta di piazza Tienanmen, molti dei manifestanti presero d'esempio la destituzione di Hu come simbolo del nepotismo del potere politico cinese, accusando Deng di aver silurato tutti quelli che non facevano la sua politica. Gli studenti in particolare elogiavano le idee di Hu per la presunta libertà di parola e di stampa.

### Riabilitazione
Dopo il 1989, i media trascurarono totalmente la figura di Hu, fino al 2005, anno del 90º anniversario della sua nascita. Il Partito Comunista Cinese celebrò ufficialmente tale evento e, per l'occasione, pubblicò una sua biografia ufficiale, dove si legge una tenue rivalutazione dei fatti di Tienanmen e della stessa politica di Hu.
L'ex Presidente cinese, Hu Jintao, volle attuare una vera e propria riabilitazione di Hu Yaobang. I suoi detrattori sostennero che fu solo una manovra politica per guadagnare popolarità.